# ニック・ラヴ
ニック・ラヴ（Nick Love、1969年12月24日 - ）は、イギリスの映画監督。

## 作品
- ロンドン・ヒート
- デッドライン 境界線
- モンスターズ/地球外生命体
- ブロンソン
- 必殺処刑人
- パーフェクトゲーム 究極の選択
- フットボール・ファクトリー